# Chrotochlora perpulchra
Chrotochlora perpulchra là một loài bướm đêm trong họ Geometridae.